# Věda a technika mládeži
Věda a technika mládeži byl český populárně-vědecký časopis, který vycházel od roku 1947 do prosince 2009. V šedesátých až osmdesátých letech dosáhl kultovního statusu. Vycházel jako měsíčník ve vydavatelství Mladá fronta a. s., posledních šest let pod názvem VTM Science. Po ukončení vydávání časopisu titul pokračoval na webu pod názvem VTM. V současné době je součástí skupiny webů Živě.cz vydavatelství Czech News Center.

## Historie
První číslo časopisu vyšlo v únoru roku 1947. Tehdejší název časopisu Mladý technik odkazoval jak na zaměření na mládež, tak na Mladou frontu. V dobovém úvodníku se hovoří, že časopis si klade za cíl „informovat vás o všech novinkách a zajímavostech z celého světa a přiblížit vám je, prozradit vám tajemství úspěšných lidí, seznámit vás s novými objevy a vynálezy, a poskytnou vám dobrou zábavu“. Je zajímavé, že toto zaměření si s různými peripetiemi drží kontinuitu až dodnes, byť je v současnosti časopis orientován na mužského čtenáře v produktivním věku.
Po únoru 1948 přešel dobově naivní vlastenecký optimismus do typicky budovatelské rétoriky, přesto si časopis díky čistě vědeckým a technickým tématům udržel svou hodnotu. Od 36. čísla VI. ročníku (5. září 1952) dostal časopis nový titul Mladý technik – Věda a technika mládeži a změnil se z týdeníku (16 stran) v čtrnáctideník (32 stran + barevná ofsetová vložka). Zároveň došlo ke změně v zaměření časopisu: dosud byl určen čtenářům od 13–14 let, nyní byla věková hranice zvýšena na 15–16 let. V souvislosti s tím přestaly vycházet návody pro práci pionýrských kroužků, jejichž vydávání převzal pionýrský tisk. Zavedena byla nová rubrika Dopisy čtenářů, kterou vedl profesor Rudolf Faukner.
Po roce 1953 zůstal časopisu už jen název Věda a technika mládeži, který byl používán i v populární zkratce VTM. První vrchol časopis zažil během šedesátých let, kdy formátem, grafickým layoutem i kvalitou článků dosáhl světové úrovně. Společenské podmínky umožnily tehdejší redakci oprostit se od politiky, zároveň se jí však dařilo reflektovat vliv vědy a techniky i na společenské dění. Během normalizace pak VTM zažilo stejně jako ostatní československá média úpadek, opět se však díky svému zaměření stalo jakousi oázou politicky nepostihnutelných informací. Zájem o vliv vědy a techniky na společnost byl vystřídán větším zaměřením na kutilskou stránku. Toto pokračovalo i v osmdesátých letech, kdy VTM zažilo druhý vrchol a stalo se jedním z oblíbených kultovních časopisů tehdejší mladé generace.

## Speciály VTM
- Logika v kostce 1982
- Proč a nač je počítač 1987
- Domluvte se s počítačem 1987

## Situace po roce 1989
Nejasná situace na mediálním trhu a extrémní zeštíhlení redakce vedlo k velké krizi časopisu. Přestože se časopis pokusil získat další čtenáře rozšířením cílové skupiny i na dospělé osoby – význam zkratky VTM byl změněn na Věda, technika a my – nedokázal pro svůj poměrně malý rozsah a nepříliš kvalitní grafický layout v konkurenci s novou generací magazínů dobře obstát a z dnešního pohledu zbytečně ztrácel svou pozici na trhu a čtenost. Udržel si však skupinu skalních čtenářů a předplatitelů.

## Změny po roce 2003
V roce 2003 se vydavatelství rozhodlo radikálně změnit podobu časopisu. Na podzim vychází první číslo pod novým názvem VTM Science, který má odkazovat jak na tradici, tak na příklon ke stylu anglosaských populárně-vědeckých časopisů jako je Popular Science, Popular Mechanics či Focus. Shoda druhé poloviny názvu s vědeckým časopisem Science vydávaným AAAS je náhodná a jedná se žánrově o odlišné druhy časopisů – VTM Science byl jako populární časopis určen laikům.
Časopis byl v nové podobě zaměřen výrazně komerčněji, přibývalo mu postupně velký počet stran (i reklam) a dostával moderní grafický layout. Úspěšná transformace pod vedením tehdejšího šéfredaktora Dana Přibáně získávala významný počet nových čtenářů, avšak nevedla k návratu starých čtenářů a zpětnému rozšíření původního skalního jádra.[zdroj?] Vydavatel se proto na jaře 2005 rozhodl ještě více vsadit na nové čtenáře. Nový šéfredaktor Daniel Vrba zpočátku posunul časopis ještě více k lifestylovému žánru, pro odpor skalních i některých nových čtenářů se však nakonec pouští do složitého hledání rovnováhy mezi požadavky nesourodé čtenářské obce, vydavatele a trhu. V posledních ročnících časopisu byl znát vliv britského Focusu.
Dvoučlenná redakce byla počátkem roku 2008 stále tvořena Danem Přibáněm a Danielem Vrbou, od jara roku 2008 byl šéfredaktorem opět Dan Přibáň.
Dne 21. prosince 2009 bylo vydávání časopisu VTM Science jako tištěného měsíčníku ukončeno. Posléze pouze nepravidelně vycházelo jako příloha časopisu ForMen.

## Webové stránky VTM.cz
Mladá fronta i po ukončení vydávání tištěného časopisu pokračovala s aktivitami na internetu, články stále vycházely na webu VTM.cz. Web se stejně jako časopis populární formou věnuje technicko-vědeckým tématům.
Internetová aktivita v září 2010 vzrostla, od října 2010 se VTM.cz stal součástí skupiny kolem webu Živě.cz, který Mladá fronta získala v červnu 2010 akvizicí společnosti CPress Media. Po roce 2016 VTM spolu s dalšími tituly přešlo k vydavatelství Czech News Center.

## VTM.cz pro čtečky elektronických knih
Web VTM.cz od února 2011 po několik dalších let poskytoval své články také ve formě vhodné pro čtečky elektronických knih. Každý pátek vycházelo nové vydání z článků, které se na webu objevily v uplynulém týdnu. Soubory MOBI a EPUB si zájemci mohli stáhnout, případně si přihlásit upozornění nebo zasílání přímo do zařízení Amazon Kindle.